# Cène dans l'art chrétien

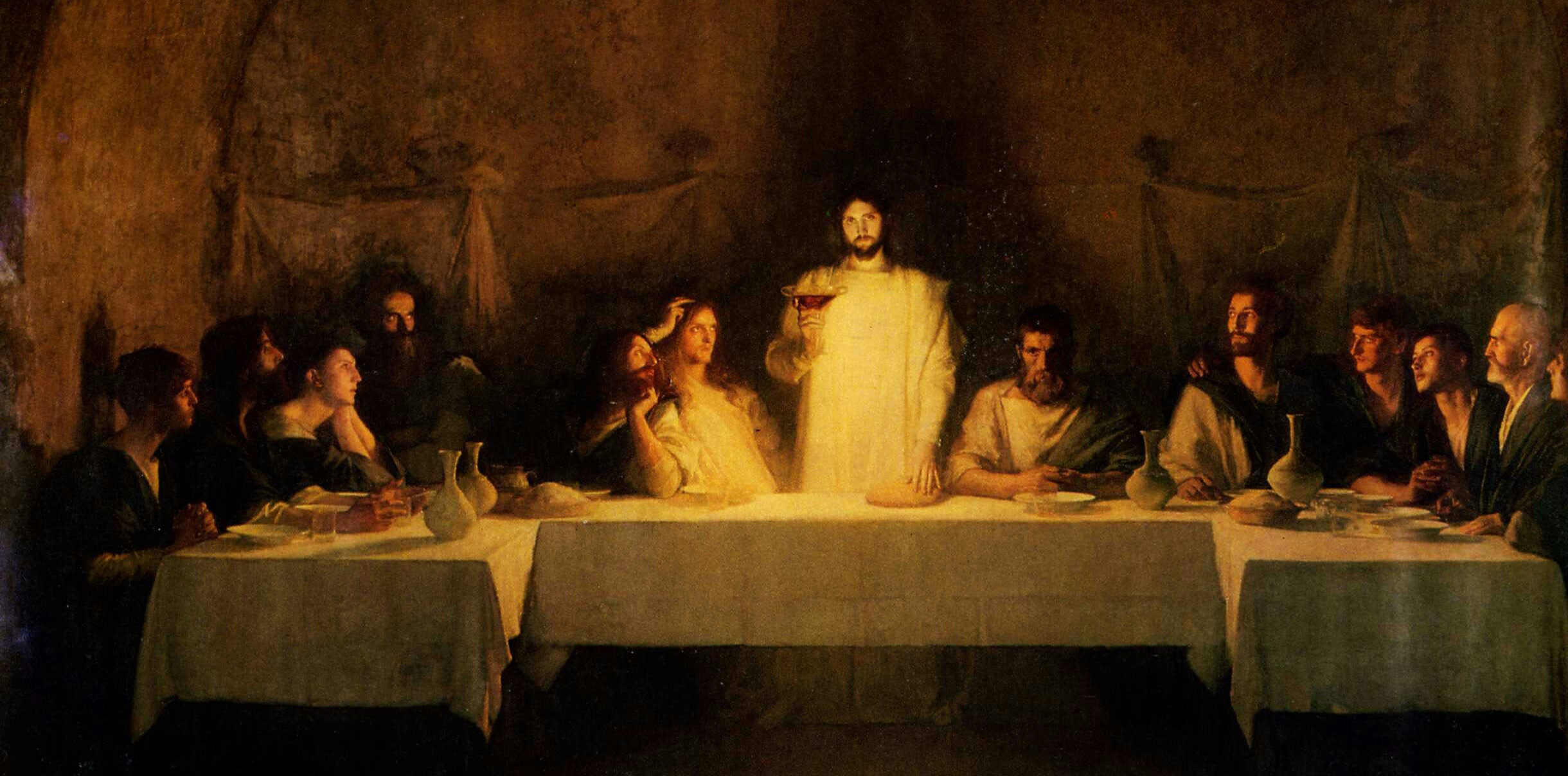
La Cène, Dagnan-Bouveret, 1896

La Cène de Jésus et des douze apôtres est un sujet populaire dans l'art chrétien, souvent employé dans le cadre d'un cycle montrant la vie du Christ. Les représentations de la Cène dans l'art chrétien remontent au début du christianisme et peuvent être aperçues dans les catacombes de Rome,.
La Cène est représentée dans les Églises d'Orient et d'Occident. À la Renaissance la cène est un sujet de prédilection dans l'art italien. C'était aussi l'un des rares sujets à être réalisé dans les retables luthériens pendant quelques décennies suivant la Réforme protestante.
Deux scènes majeures sont généralement dépeintes dans les représentations de la Cène : l'annonce dramatique de la trahison de Jésus et le sacrement de l'Eucharistie. Après le repas, les scènes de Jésus lavant les pieds de ses apôtres et l'adieu qu'il fait à ses disciples sont également parfois représentées,.

## Contexte

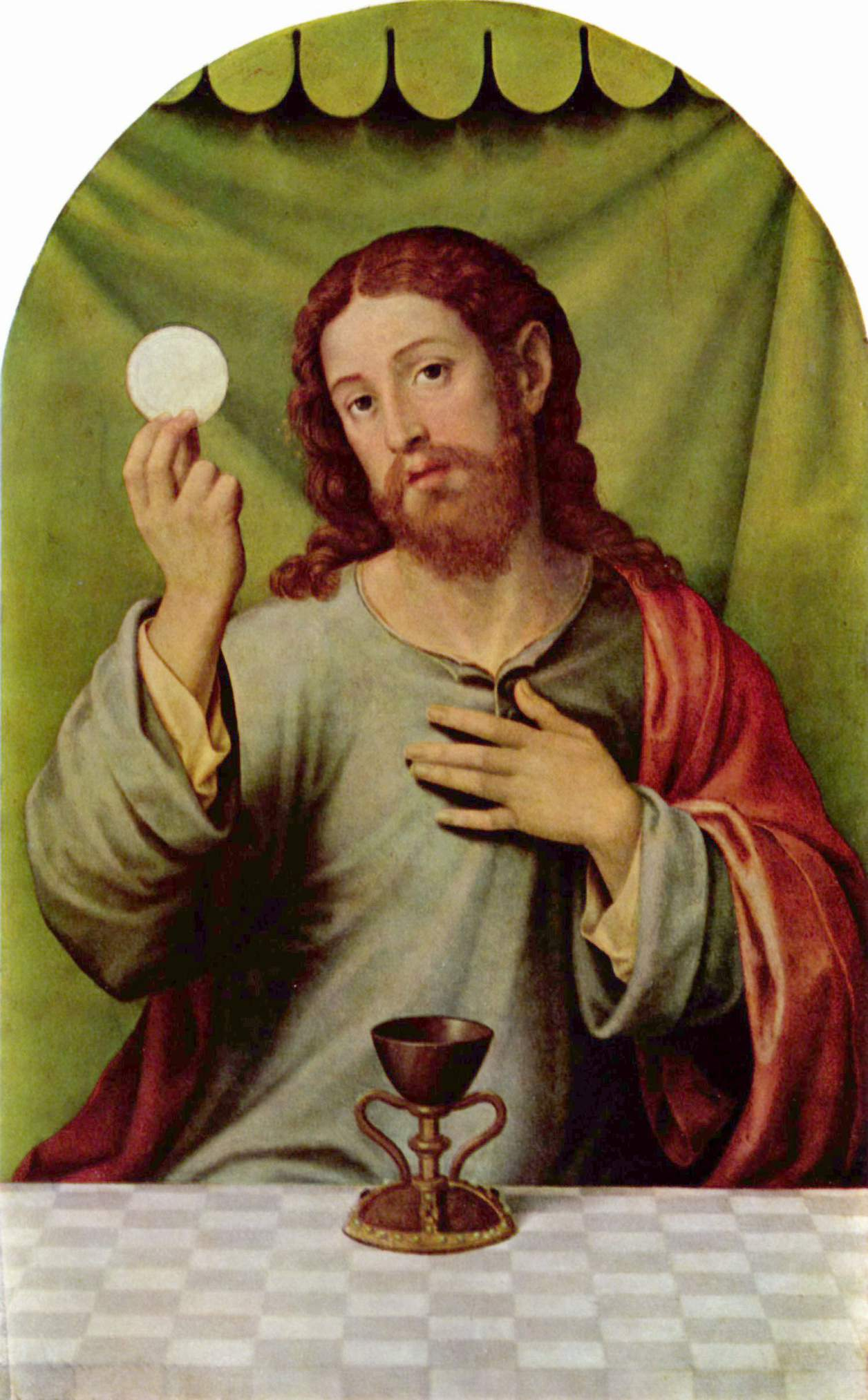
Jésus avec l'Eucharistie (détail), par Juan de Juanes, milieu du XVIe siècle.

La première référence écrite connue de la Cène se trouve dans la première épître de Paul aux Corinthiens (11: 23-26), qui remonte au milieu du premier siècle, entre 54-55 après J.-C.,. La Cène était probablement un récit des événements du dernier repas du Christ parmi la première communauté chrétienne, et devint un rituel qui faisait référence à ce repas. Les premières représentations de ces repas se trouvent dans les fresques des catacombes de Rome, où des personnages sont représentés couchés autour de tables semi-circulaires. Malgré un assentiment quasi unanime et l'historicité des preuves, un seul chercheur commente que « le motif de la cène n'apparaît ni dans les peintures des catacombes ni sur les sculptures sur les sarcophages... Les quelques fresques des catacombes représentant un repas auquel le Christ et certains disciples participent ne représente pas la cène mais se réfèrent au futur repas promis par le Christ exalté dans son royaume céleste ». Ce dernier argue que le sujet ne commence à être représenté qu'à partir du sixième siècle.
Un cas plus évident de la représentation de ce sujet religieux est visible dans la mosaïque de la Basilique Saint-Apollinaire-le-Neuf à Ravenne, en Italie, où une scène de repas similaire fait partie d'un cycle décrivant la vie de Jésus et implique une représentation claire du Christ et de ses disciples. Les artistes byzantins utilisaient parfois des tableaux semi-circulaires dans leurs représentations, mais se concentraient le plus souvent sur la communion des apôtres, plutôt que sur les personnages prenant un repas. La Cène était également l'un des rares sujets à être représenté dans les retables luthériens pendant quelques décennies suivant la Réforme protestante, dépeignant parfois les portraits des principaux théologiens protestants mais aussi les apôtres du Christ.

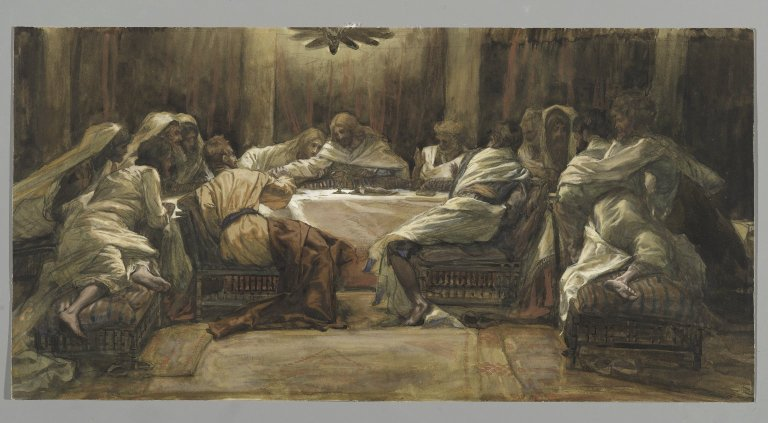
La Cène de James Tissot, entre 1886 et 1894. Tissot montre les apôtres comme ils mangeaient probablement le repas, sur des canapés, comme de coutume à l'époque.

À la Renaissance, la Cène était un sujet de prédilection dans l'art italien, particulièrement présent dans les réfectoires des monastères. Ces représentations dépeignent généralement les réactions des disciples à l'annonce de la trahison de Jésus. La plupart des représentations italiennes utilisent une table oblongue et non semi-circulaire et, parfois, Judas est dépeint tenant lui-même son sac rempli de monnaie.
Avec une table oblongue, l'artiste devait décider s'il fallait représenter les apôtres des deux côtés de la table, avec certains vus de dos, ou tous d'un seul et même côté de la table, face au spectateur. Parfois, seul Judas est du côté le plus proche du spectateur, permetant la vue du sac. Le placement de part et d'autre en devenait encore plus compliqué lorsque la représentation des nimbes étaient obligatoires ; celui-ci devait-il être placé devant les visages des apôtres tournés vers l'arrière, ou comme s'il était fixé à l'arrière de leur tête, obscurcissant ainsi la vue ? Duccio, audacieux pour l'époque, omet simplement les nimbes des apôtres les plus proches du spectateur. Au fur et à mesure que les artistes s'intéressaient au réalisme et à la représentation de l'espace, un décor intérieur à trois côtés devenait plus clairement visible et plus élaboré, parfois avec une vue de paysage en arrière plan, comme dans les peintures murales de Léonard de Vinci et du Pérugin.
En règle générale, les seuls apôtres facilement identifiables sont Judas, souvent avec son sac contenant trente pièces d'argent visibles, Jean l'Évangéliste, normalement placé sur le côté droit de Jésus, habituellement « couché dans le sein de Jésus » comme le raconte son Évangile, ou même endormi, et Saint Pierre à gauche de Jésus. La nourriture servie sur la table comprend souvent un agneau pascal ; dans les versions de l'Antiquité tardive et byzantine, le poisson était le plat principal. Dans les œuvres ultérieures, le pain peut ressembler davantage à une hostie.

## Scènes majeures
Deux épisodes majeurs sont représentés dans les scènes de la Cène, chacune avec des variantes spécifiques. Il y a aussi d'autres scènes, moins fréquemment représentées, comme le lavage des pieds des disciples.

### La trahison de Judas

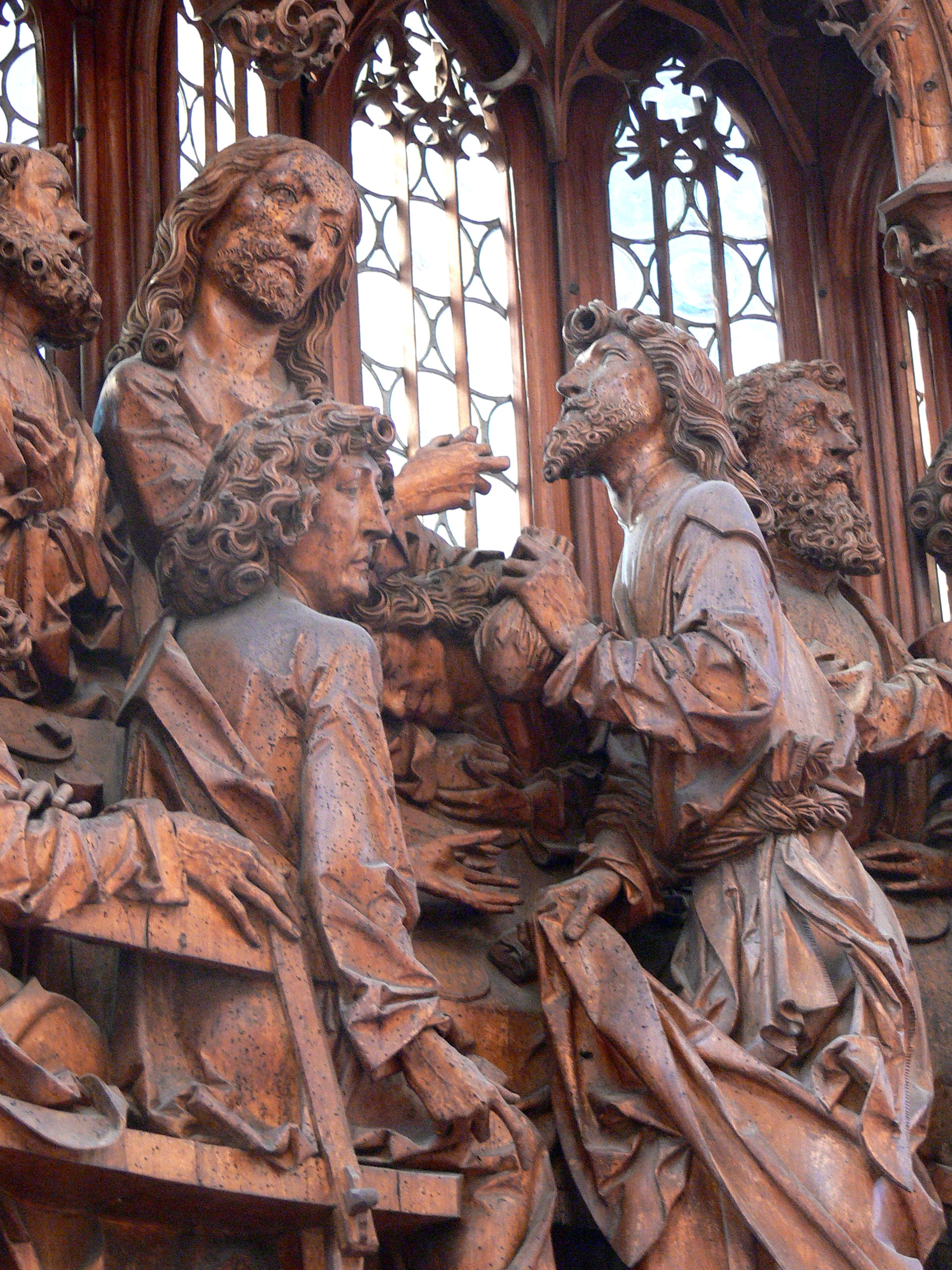
Jésus remettant le morceau de pain à Judas, Tilman Riemenschneider, Autel du Saint-Sang, Rothenburg ob der Tauber, 1501–05

Le premier épisode, le plus courant dans l'art médiéval occidental est le moment dramatique et dynamique de l'annonce de Jésus concernant sa trahison. En cela, les diverses réactions produites par les apôtres et les représentations de leurs émotions fournissent un riche sujet d'exploration artistique suivant le texte du chapitre 13-21.29 de l'Évangile de Jean (Bible Segond) : « 
13.21
Ayant ainsi parlé, Jésus fut troublé en son esprit, et il dit expressément: En vérité, en vérité, je vous le dis, l'un de vous me livrera.
13.22
Les disciples se regardaient les uns les autres, ne sachant de qui il parlait.
13.23
Un des disciples, celui que Jésus aimait, était couché sur le sein de Jésus.
13.24
Simon Pierre lui fit signe de demander qui était celui dont parlait Jésus.
13.25
Et ce disciple, s'étant penché sur la poitrine de Jésus, lui dit: Seigneur, qui est-ce?
13.26
Jésus répondit: C'est celui à qui je donnerai le morceau trempé. Et, ayant trempé le morceau, il le donna à Judas, fils de Simon, l'Iscariot.
13.27
Dès que le morceau fut donné, Satan entra dans Judas. Jésus lui dit: Ce que tu fais, fais-le promptement.
13.28
Mais aucun de ceux qui étaient à table ne comprit pourquoi il lui disait cela;
13.29
car quelques-uns pensaient que, comme Judas avait la bourse, Jésus voulait lui dire: Achète ce dont nous avons besoin pour la fête, ou qu'il lui commandait de donner quelque chose aux pauvres.
13.30
Judas, ayant pris le morceau, se hâta de sortir. Il était nuit. »
Dans les représentations orientales en particulier, Judas n'est identifiable que parce qu'il tend la main pour recevoir la nourriture et que les autres apôtres sont assis avec les mains hors de vue, ou qu'il n'a pas de nimbe. En Occident, il a souvent les cheveux roux. Parfois Judas mange le pain directement depuis la main de Jésus, et lorsqu'il est dépeint en train de manger, on peut voir un petit diable à ses côtés ou bien sur lui. La scène de trahison peut également être combinée avec les autres épisodes du repas, parfois avec une deuxième figure du Christ lavant les pieds de Pierre.

### L'Eucharistie
La deuxième scène montre le sacrement de l'Eucharistie au moment de la consécration du pain et du vin, avec les apôtres encore assis, ou sa distribution lors de la première communion, techniquement connue dans l'histoire de l'art comme la Communion des apôtres (bien que dans les représentations à table la distinction ne soit souvent pas faite). Les représentations des deux scènes sont généralement solennelles et mystiques ; dans la dernière, Jésus peut se tenir debout et livrer le pain et le vin de communion à chaque apôtre, comme un prêtre donnant le sacrement de la communion. Dans les représentations orthodoxes anciennes et orientales, les apôtres peuvent faire la queue pour recevoir la communion, comme dans une église, avec Jésus debout sous ou à côté d'un ciborium, petite structure ouverte au-dessus de l'autel, courantes dans les églises médiévales anciennes. Une mosaïque dans l'abside de la cathédrale Sainte-Sophie de Kiev, sous une très grande Vierge debout, en est un exemple. 

Représentations de l'Eucharistie
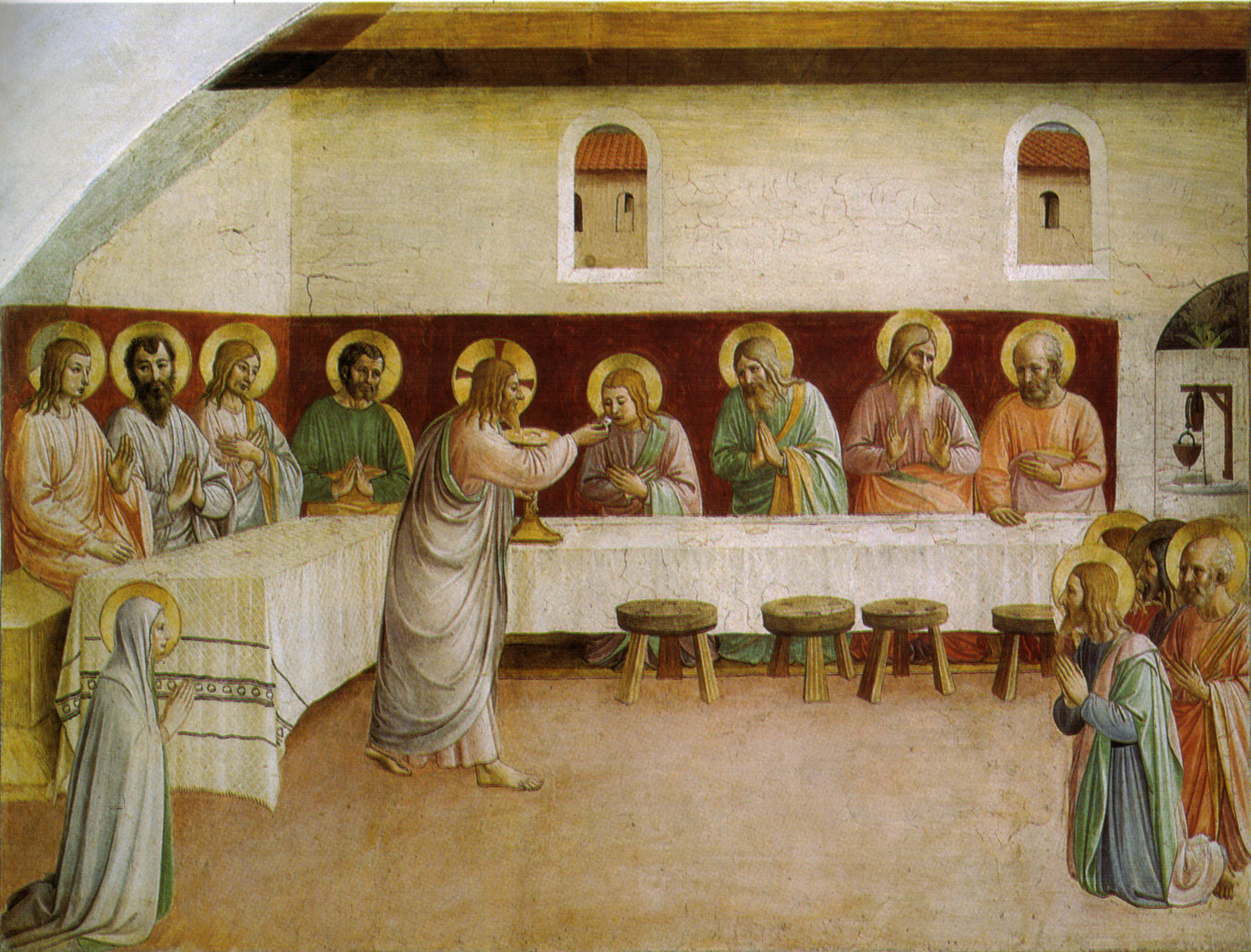
Communion des apôtres, par Fra Angelico, avec portrait de donateur, 1440–1441
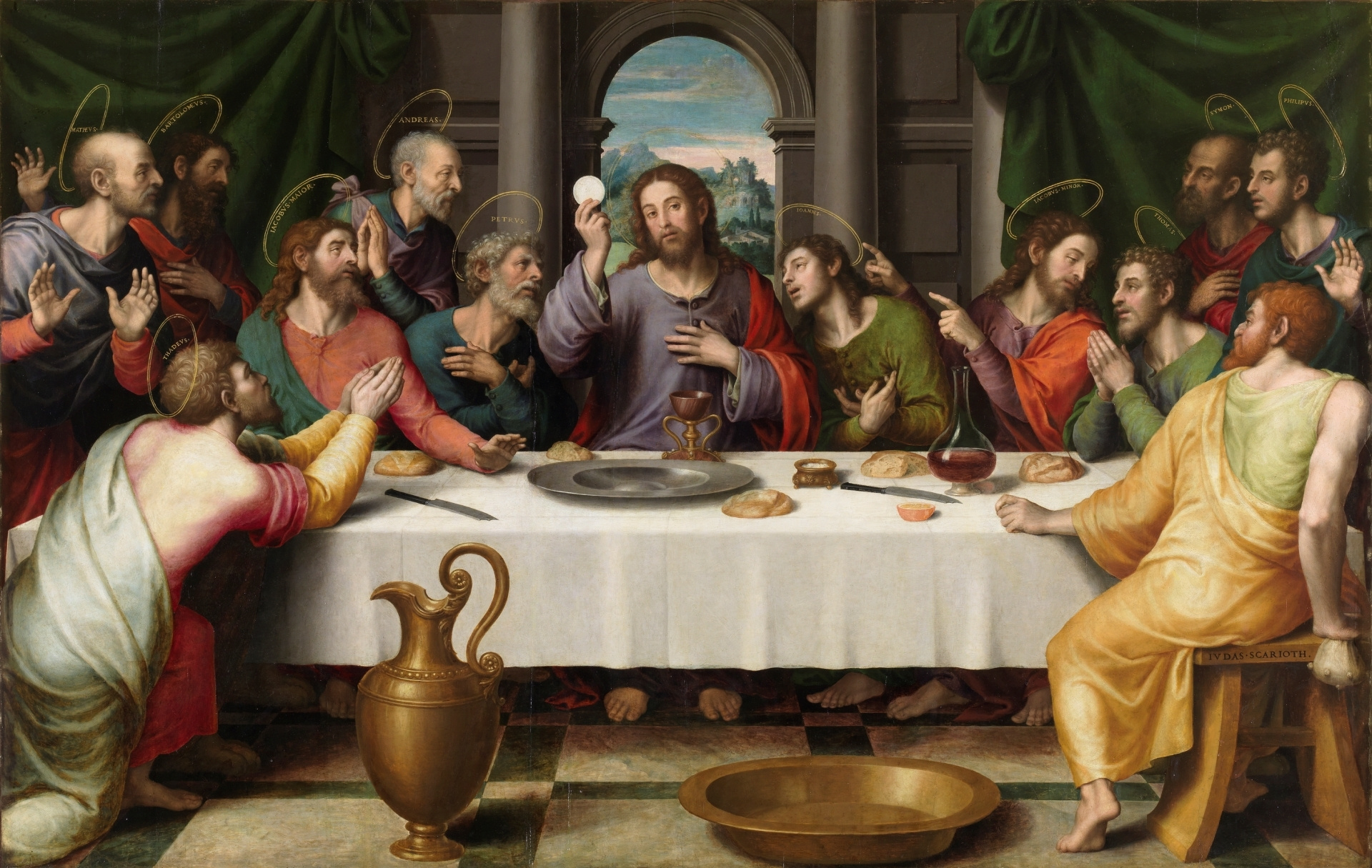
Juan de Juanes, milieu du XVIee siècle
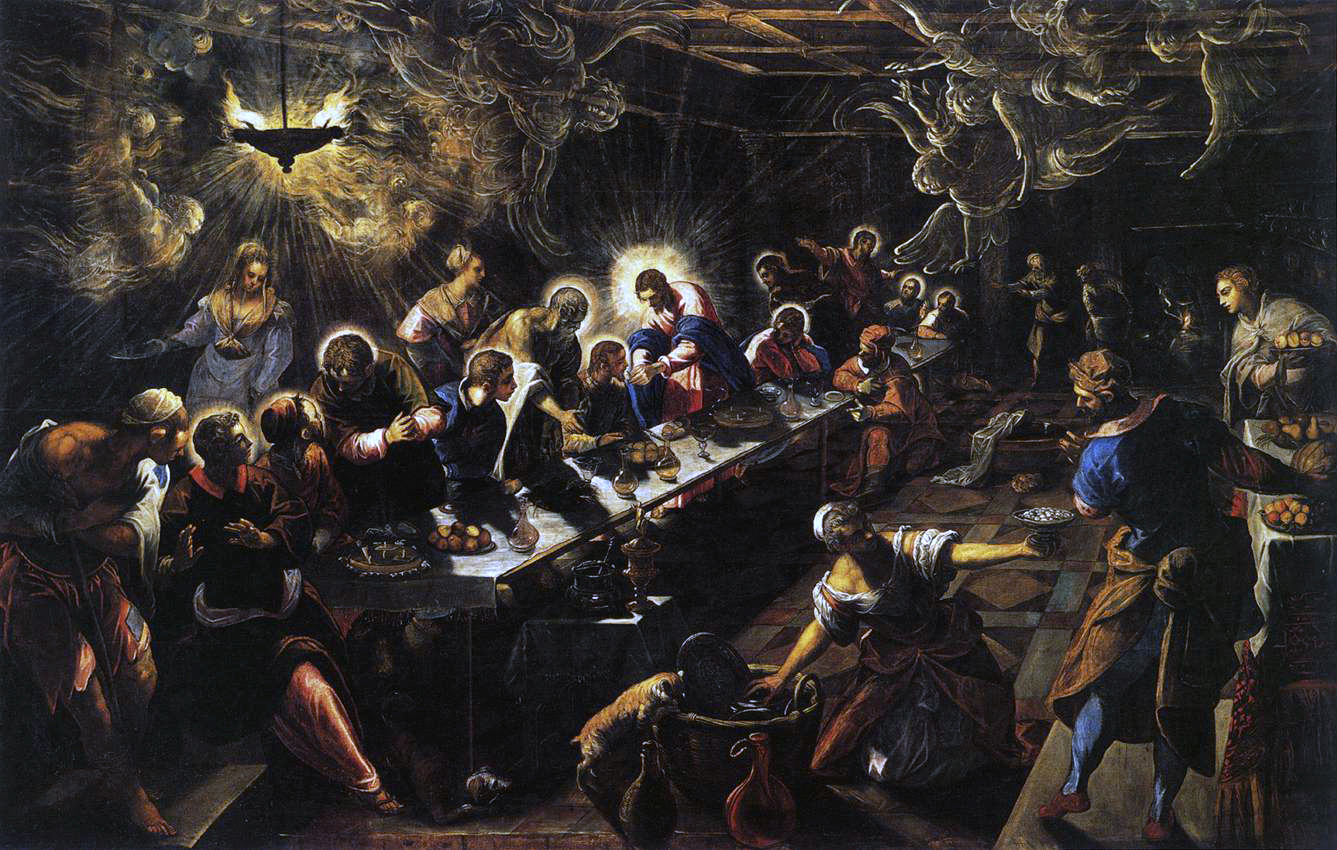
Tintoret, La Cène, 1592-1594, montrant la Communion des Apôtres
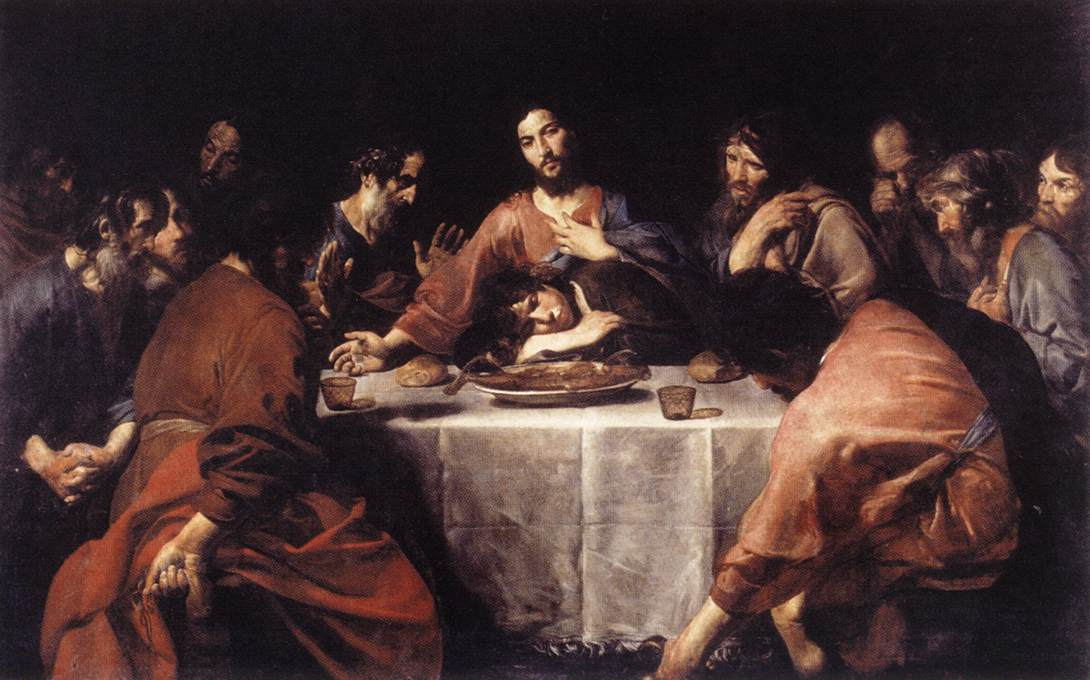
Valentin de Boulogne, 1625-1626

### Lavement des pieds et Adieu du Christ
Le lavement des pieds était une marque d'hospitalité généralement effectué par les domestiques ou les esclaves, et une marque de grand respect s'il était effectué par l'hôte. Ce passage est présent en Jean 13:1–15, il précéde le repas, et est devenu par la suite une caractéristique de la liturgie de la Semaine Sainte et de l'hospitalité monastique, toute l'année à divers moments et endroits, étant régulièrement effectuée par les empereurs byzantins le jeudi saint par exemple, et faisant parfois partie des cérémonies anglaises Royal Maundy exécutées par le monarque. Pendant un certain temps cela faisait partie de la cérémonie du baptême à certains endroits. Il apparaît principalement dans les cycles de la Passion de Jésus, souvent à côté du repas de la Cène, comme dans les évangéliaire de Saint-Augustin du VIe siècle et le psautier d'Ingeburge du XIIe siècle, et peut également apparaître dans les cycles de la vie de Saint-Pierre. Le sujet a eu diverses interprétations théologiques qui ont affecté la composition, mais sont progressivement devenues moins courantes en Occident à la fin du Moyen Âge, bien qu'il y ait au moins deux grands exemples de Tintoretto, l'un initialement associé à une Cène.

Le dernier épisode, beaucoup moins communément réalisé, est l'adieu de Jésus à ses disciples, dans lequel Judas Iscariote n'est plus présent, ayant quitté le repas ; on le trouve surtout dans la peinture italienne au trecento. Ces représentations sont généralement mélancoliques puisque Jésus prépare ses disciples à son départ. 

Représentations du lavement des pieds et d'adieu
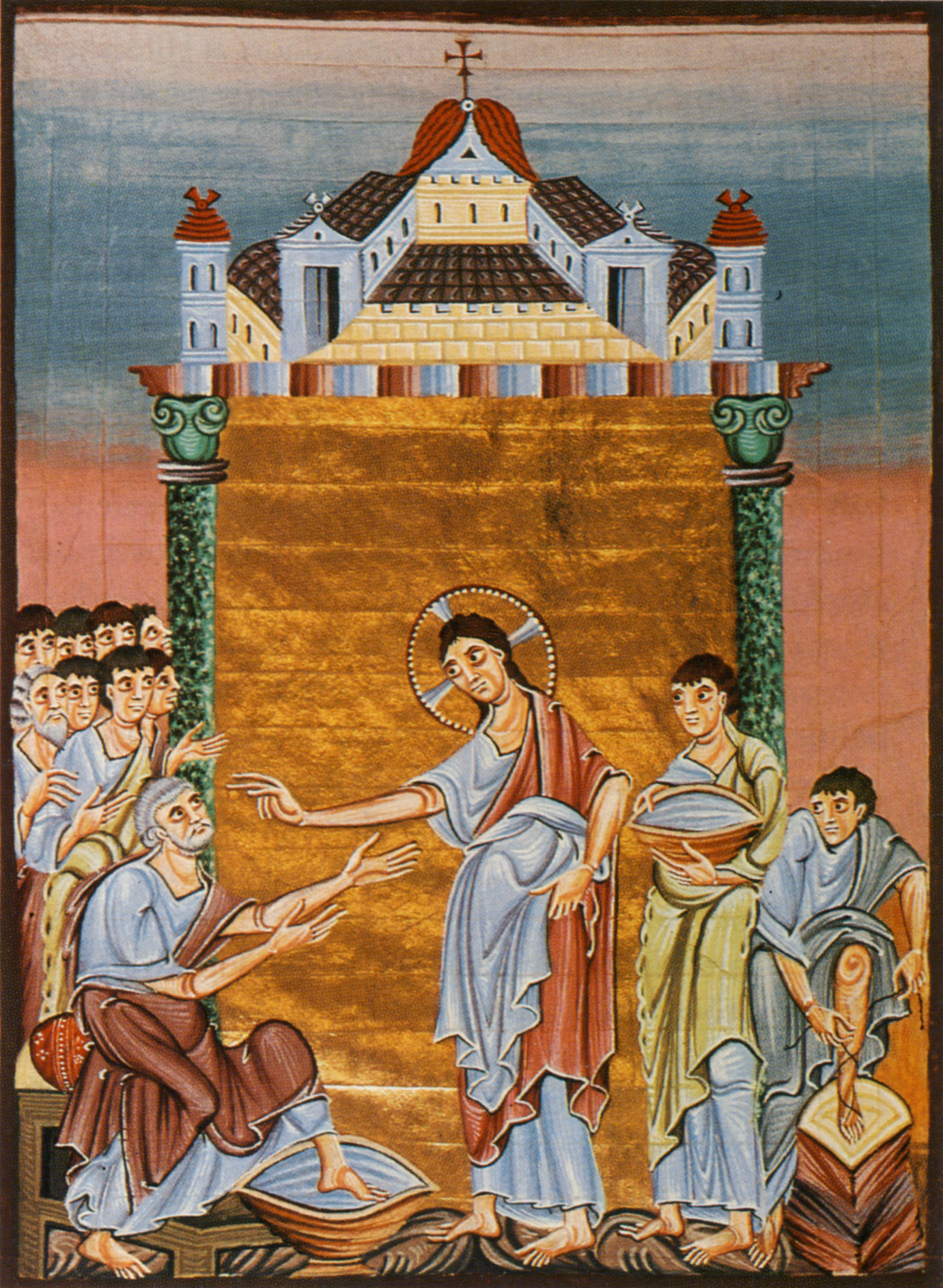
Le Christ lavant les pieds des apôtres dans les évangiles d'Otton III, Xe – XIe siècle
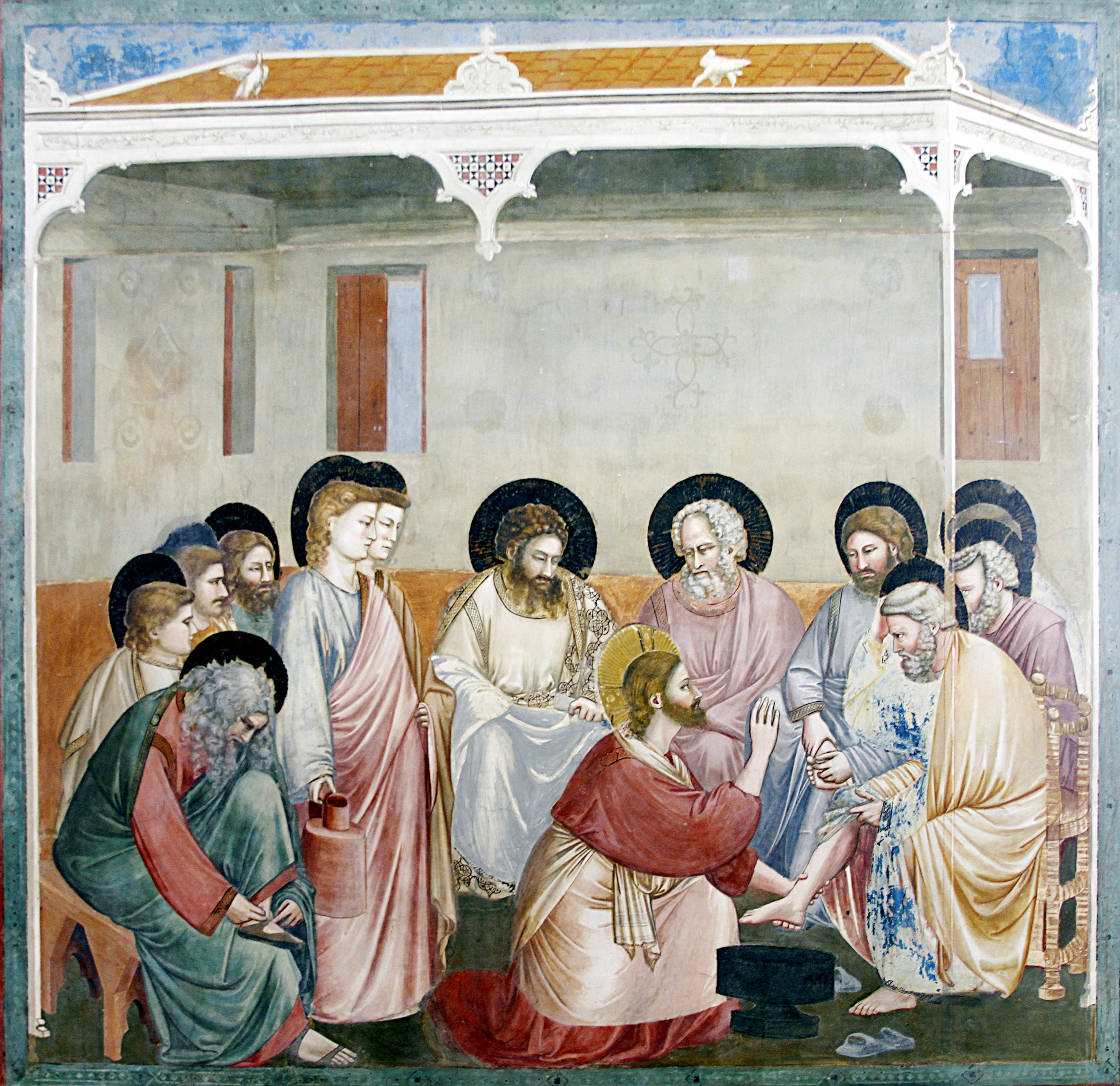
Raisonnement du Christ avec Pierre pendant qu'il lave ses pieds, par Giotto di Bondone (Chapelle des Scrovegni), v. 1304–06
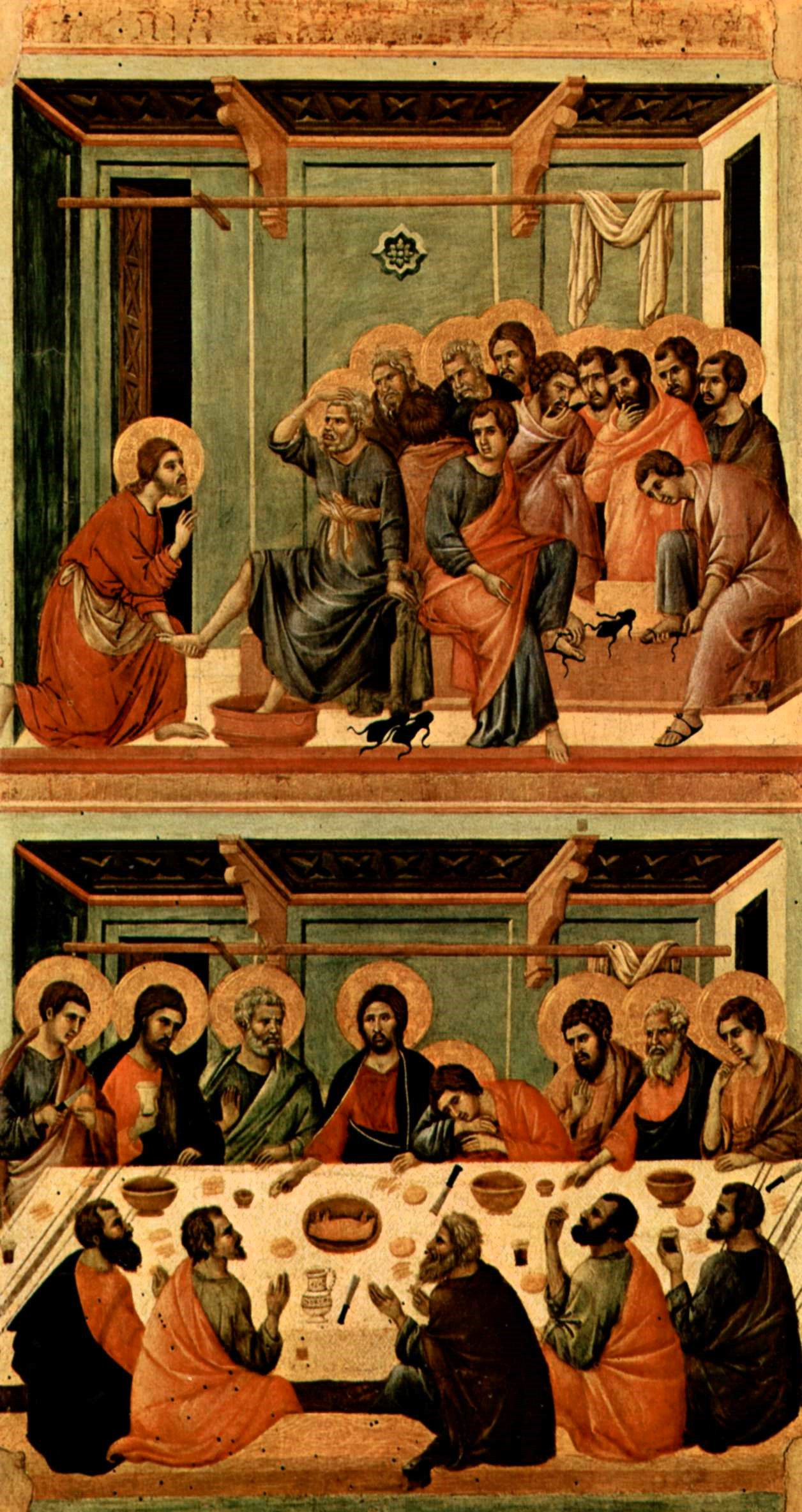
Cène et lavement des pieds, Maesta de Duccio, 1308–11
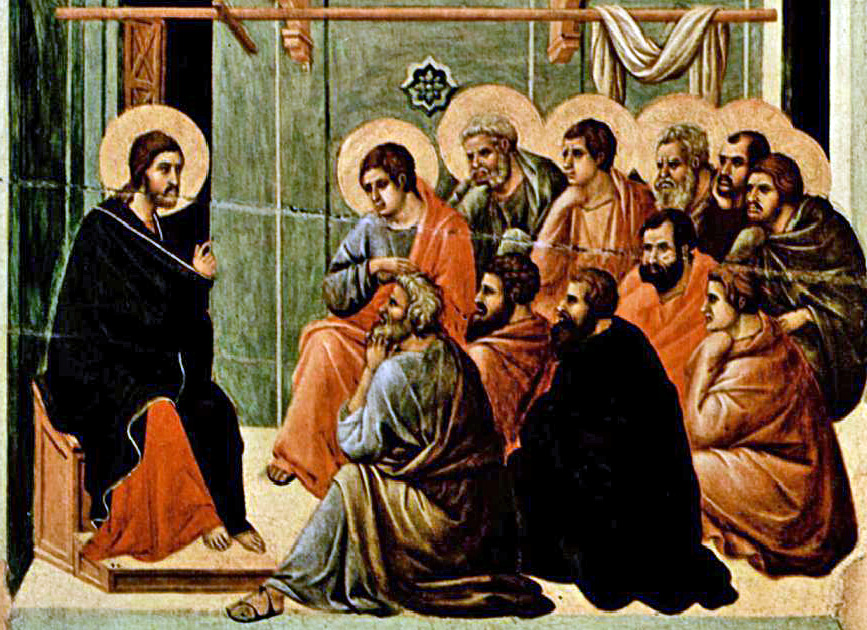
Jésus disant adieu, Maesta de Duccio, 1308–11

## Exemples clés

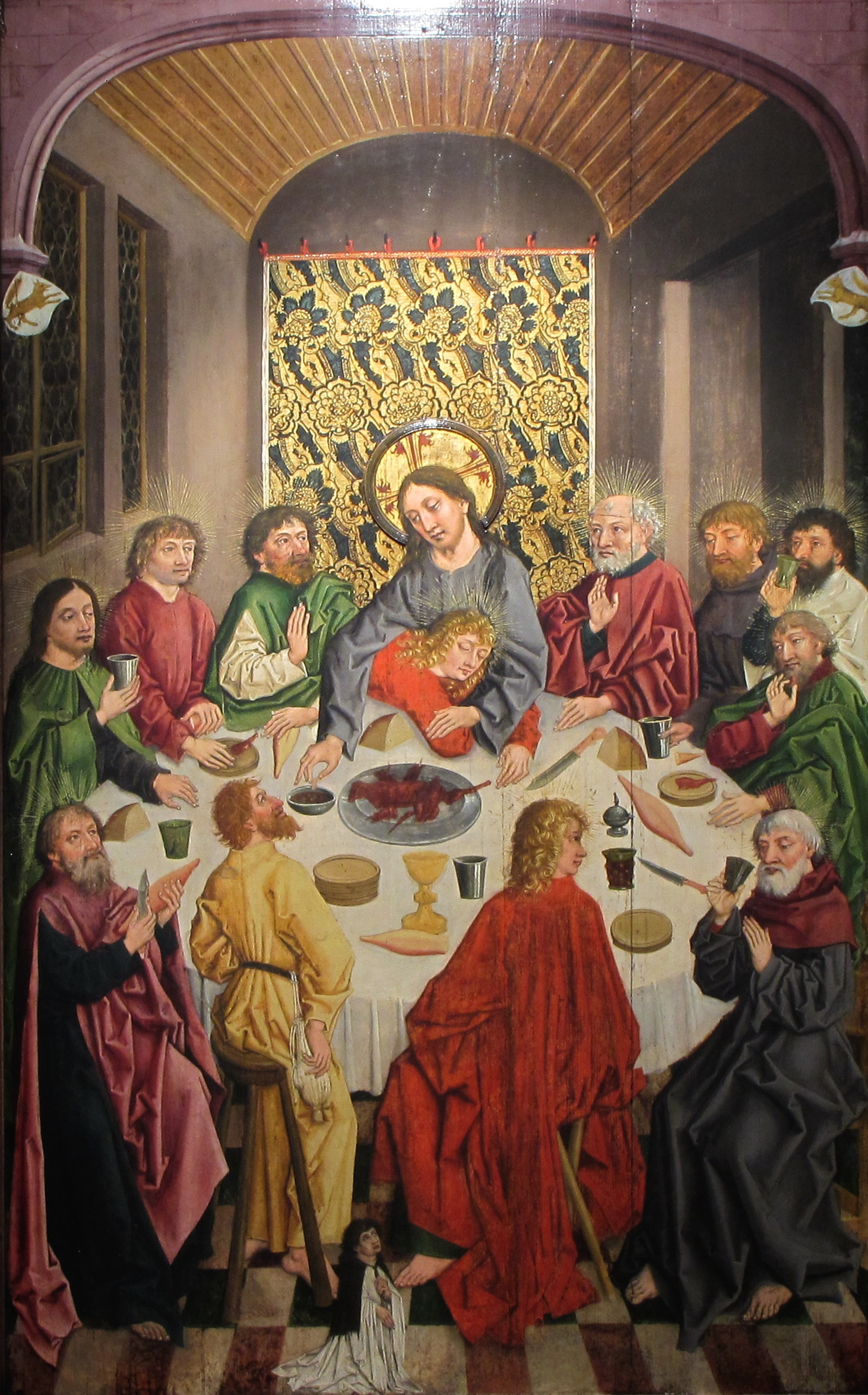
La Passion du Christ, vers 1485−1490 (Église Saint-Pierre-le-Vieux de Strasbourg). Jean se penche, Judas, en jaune, porte ses trente pièces d'argent dans un sac. La figure naine ci-dessous représente le donateur de la peinture.

La représentation du Pérugin (vers 1490), à Florence, montre Judas assis séparément, et est considérée comme l'une des meilleures pièces de Perugino. L'œuvre est située dans le couvent qui abritait de nobles filles florentines. Lors de sa redécouverte, l'œuvre est d'abord attribuée à Raphaël.
La représentation de Léonard de Vinci (fin des années 1490), considérée comme la première œuvre d'art de la Haute Renaissance en raison de son haut niveau d'harmonie, utilise le premier thème. Il est probable que Léonard de Vinci connaissait déjà la Cène de Ghirlandaio, ainsi que celle de Castagno, et a peint sa propre Cène sous une forme plus dramatique pour contraster avec le silence de ces œuvres, afin d'afficher plus d'émotions.
La représentation du Tintoret (1590-1592), à la basilique San Giorgio Maggiore de Venise, illustre également l'annonce de la trahison, et comprend des personnages secondaires portant ou prenant les plats de la table.

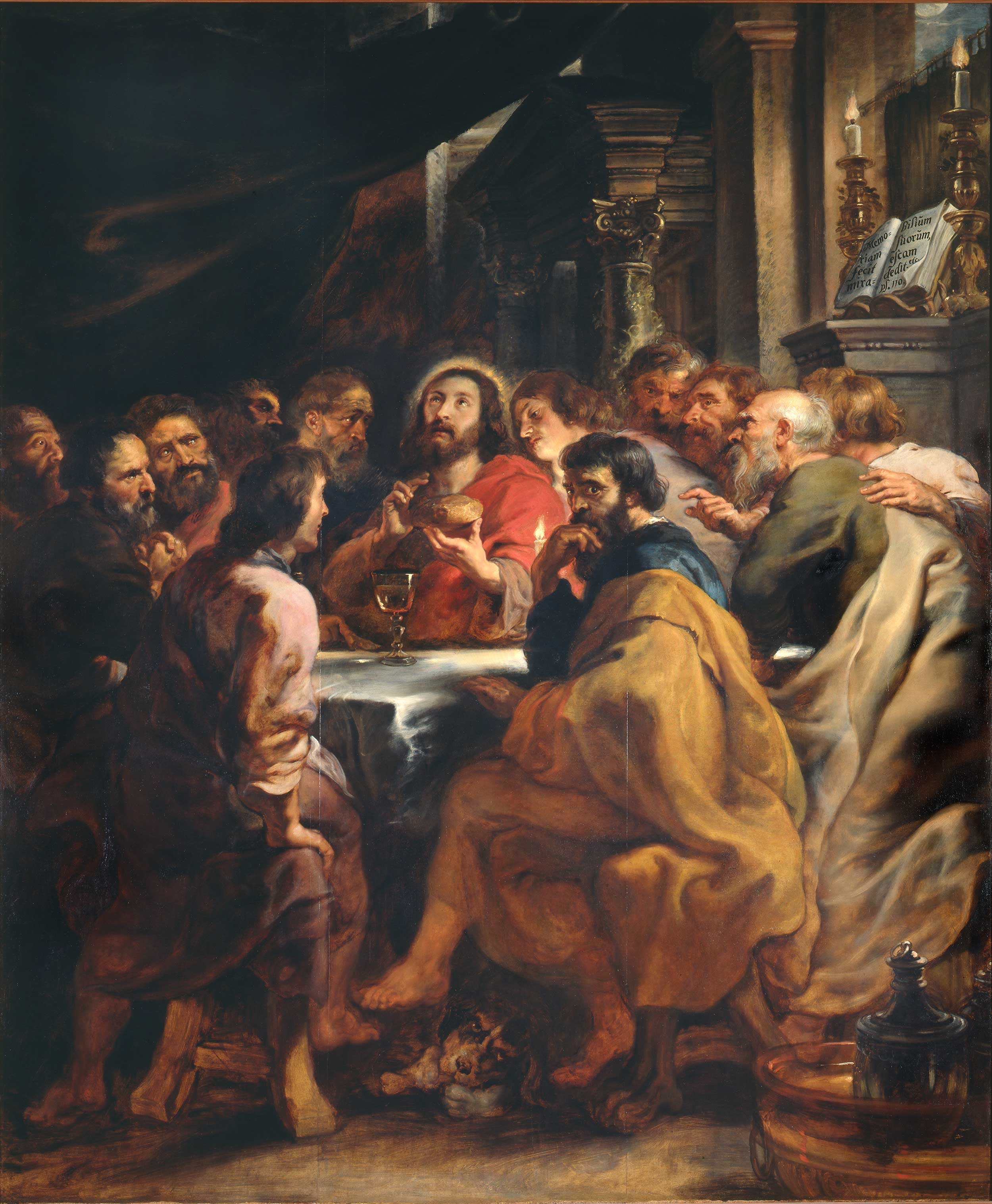
Peter Paul Rubens, La Cène, 1630-1631

L'immense tableau maintenant appelé La Fête dans la maison de Lévi de Véronèse comprend beaucoup plus de personnages secondaires. Celui-ci fut livré en 1573 en guise de Cène aux Dominicains de Santi Giovanni e Paolo, Venise pour leur réfectoire, mais Véronèse fut appelé avant l'Inquisition à expliquer pourquoi il contenait « des bouffons, des Allemands ivres, des nains et autres scurrilités » ainsi que costumes et des décors extravagants, dans ce qui est en fait une version fantastique d'une fête patricienne vénitienne. On a dit à Véronèse qu'il devait changer sa peinture dans un délai de trois mois - en fait, il a simplement changé le titre pour celui-ci, toujours un épisode des Évangiles, mais moins central doctrinalement, et rien de plus n'a été dit.
Le retable de l'église principale de la maison de Martin Luther à Wittenberg est réalisé par Lucas Cranach l'Ancien (avec son fils), avec une représentation traditionnelle de la Cène dans le panneau principal. Toutefois l'apôtre tenant une boisson est Luther, et le serveur peut être l'un de Cranach. Au moment où le tableau a été installé en 1547, Luther était déjà mort. D'autres panneaux montrent les théologiens protestants Philipp Melanchthon et Johannes Bugenhagen, pasteur de l'église, mais pas dans des scènes bibliques. D'autres figures dans les panneaux sont probablement des portraits de personnages de la ville, mais ne sont pas identifiables.
Dans la Cène de Rubens, un chien avec un os peut être vu, probablement un simple animal de compagnie. Il peut aussi représenter la foi, les chiens sont traditionnellement des symboles et représentent la foi. Selon J. Richard Judson, le chien près de Judas représente peut-être la cupidité, ou le mal, comme le compagnon de Judas.
Le sacrement de la dernière Cène, représentation faite par Salvador Dalí, combine les thèmes chrétiens typiques avec des approches modernes du surréalisme, elle comprend également des éléments géométriques symétriques et de proportion polygonale.

## Galerie

La Cène dans l'art chrétien
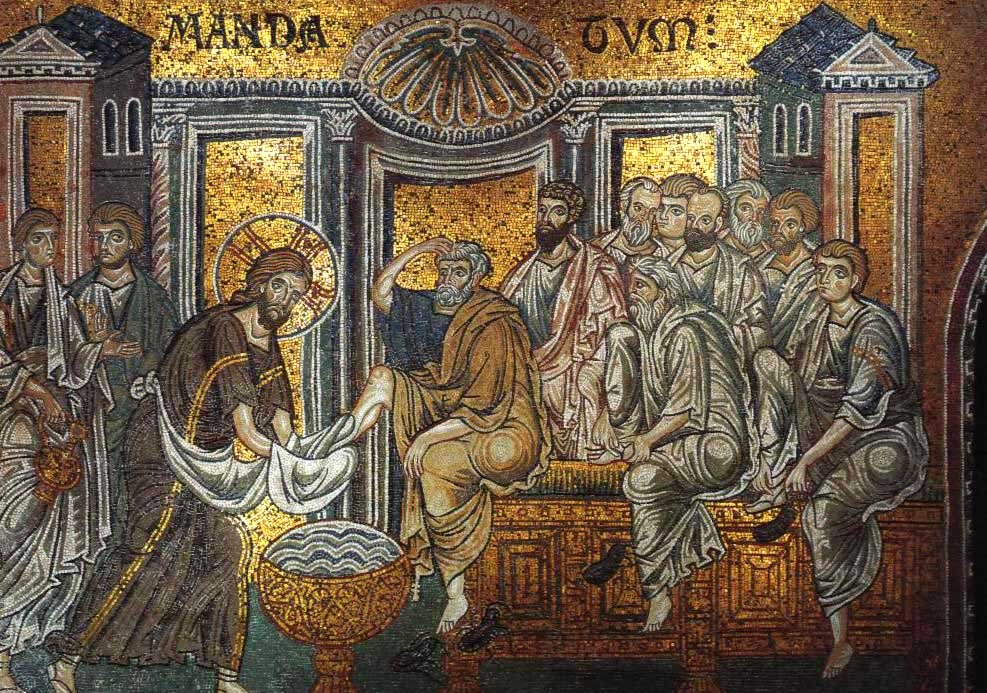
Mosaïque Byzantine du Lavement des pieds, Cathédrale de Monreale, Italie.
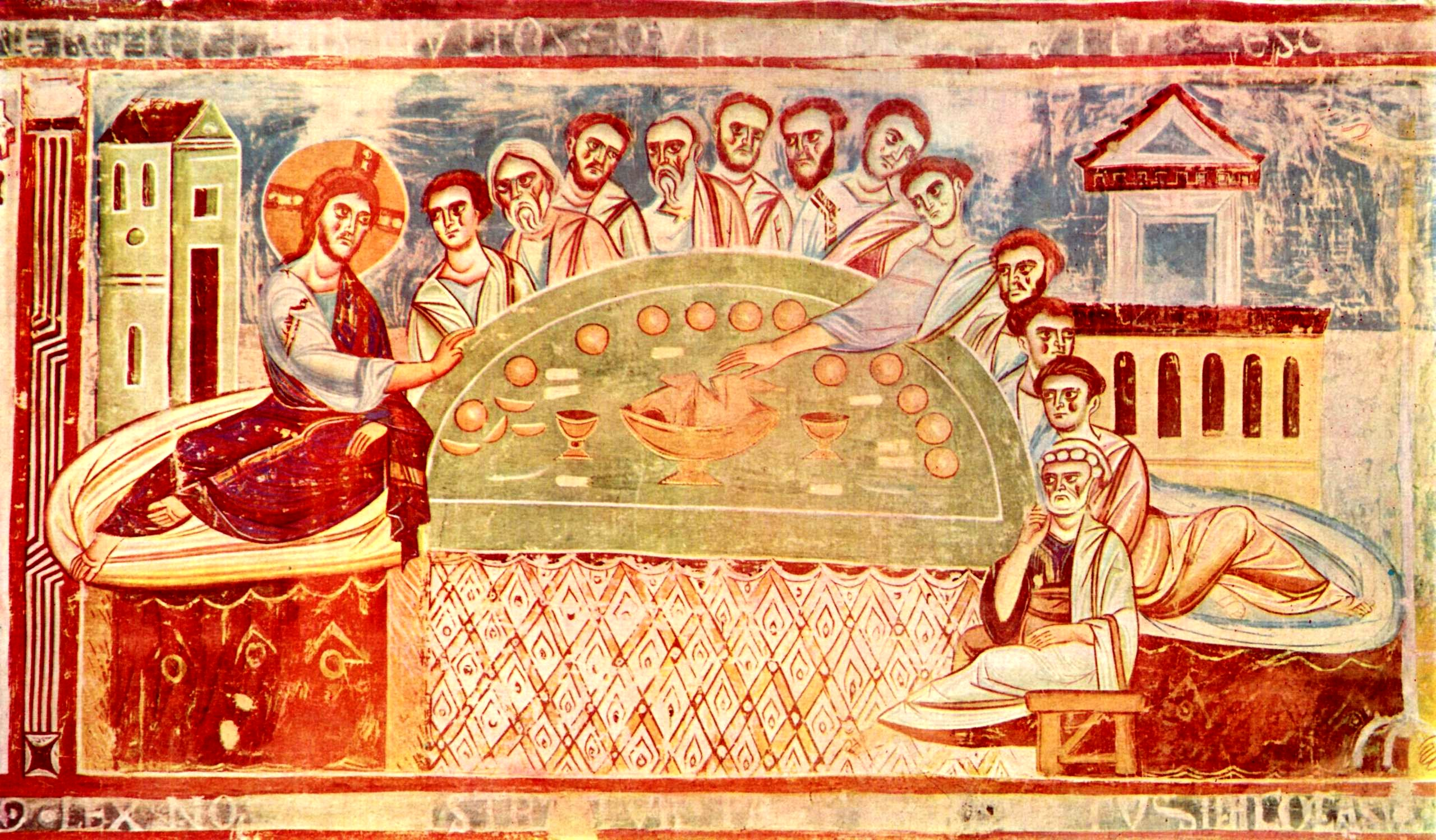
Judas prenant la nourriture ; école de Monte Cassino, c. 1100, Sant'Angelo in Formis, Capua. Avec canapés romains.
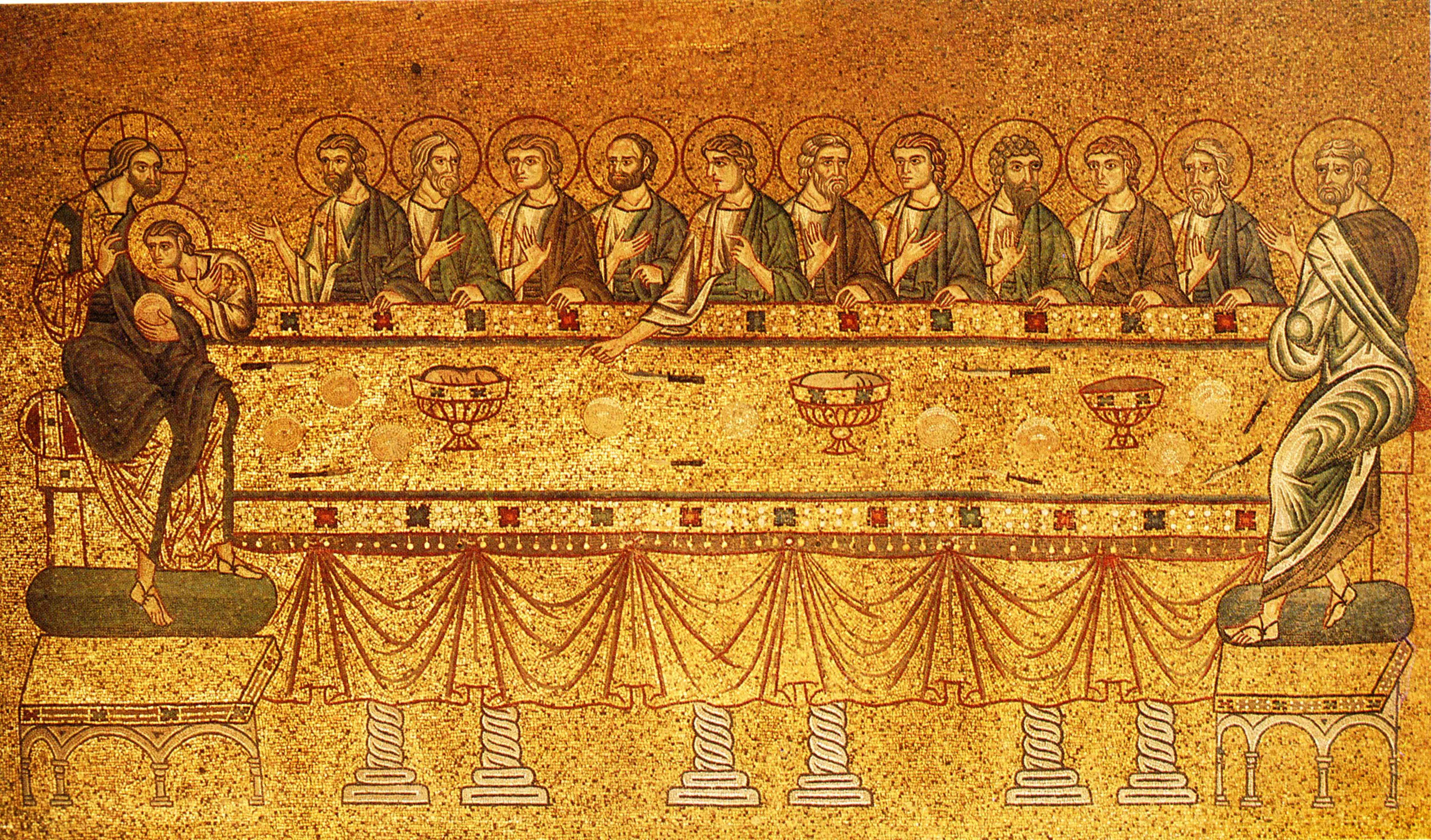
Basilique Saint-Marc, Venise, XIIIe siècle, Judas prenant la nourriture
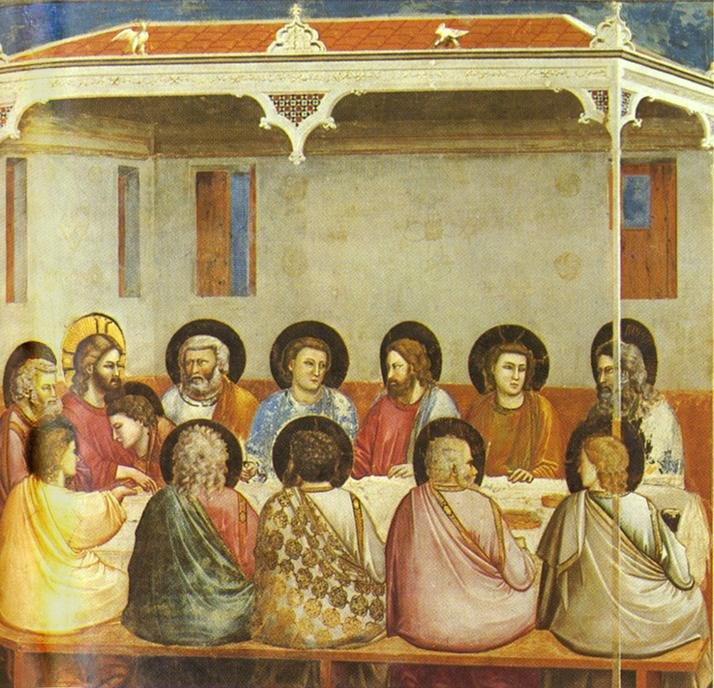
Giotto, Chapelle Scrovegni, 1305, avec des nimbes perspectifs plats ; la vue de dos pose des difficultés. Le nimbe de Jean doit être réduit de taille.
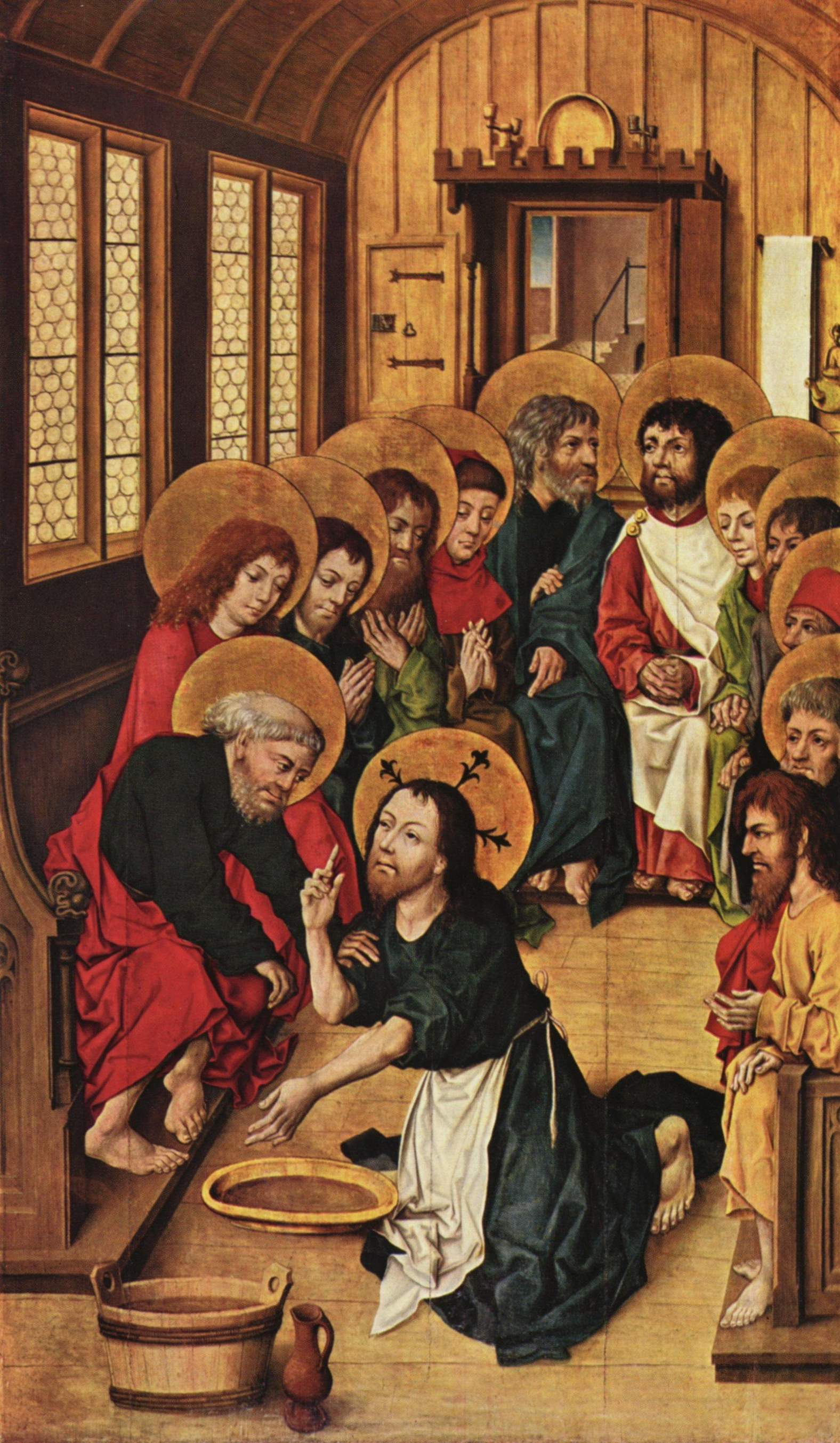
Christ lavant les pieds des Apôtres Maître du Livre de Raison, 1475 ; seul Judas (sur la droite) n'a pas de nimbe
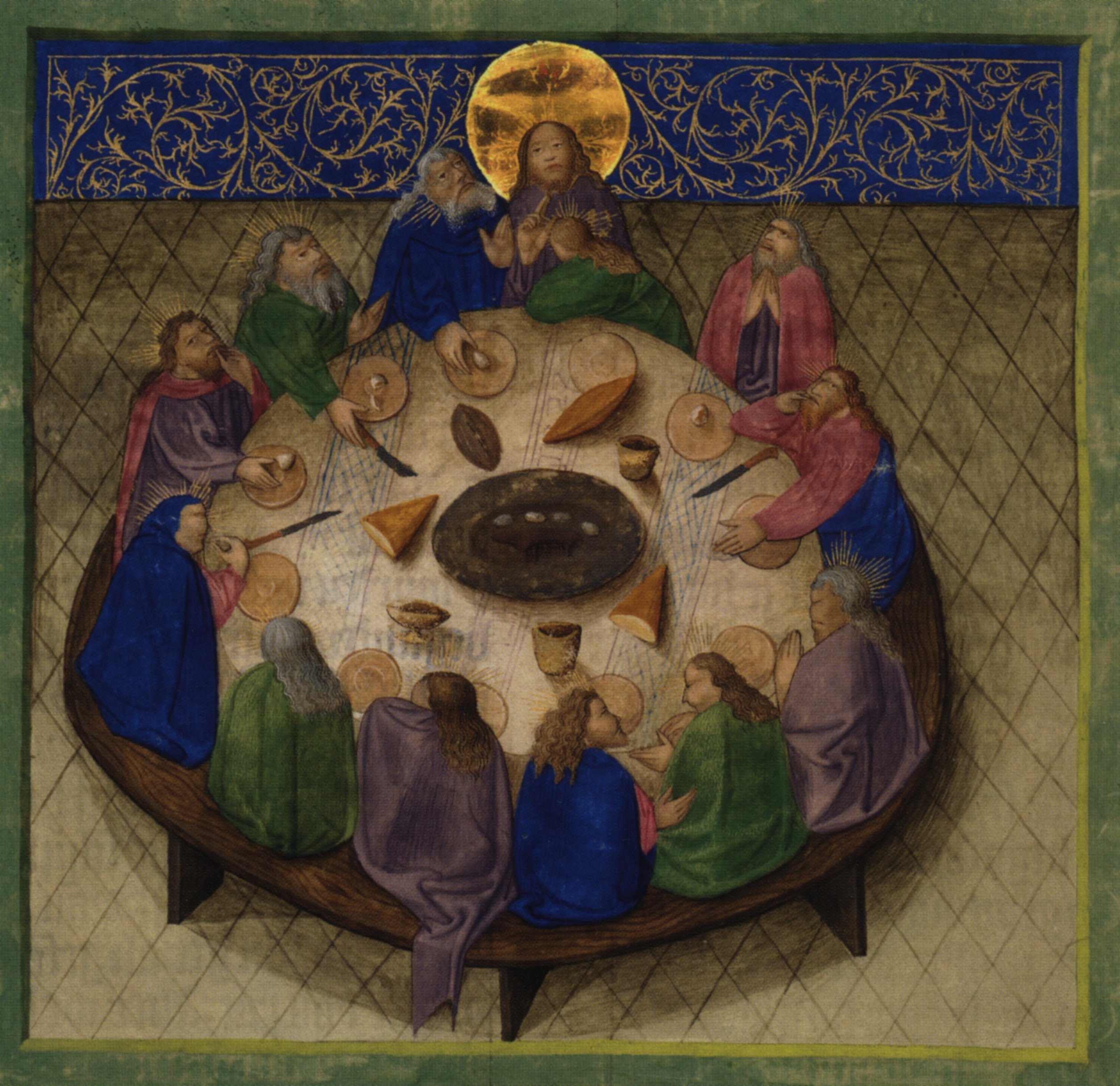
Bible d'Ottheinrich, p. 40v : La Cène, Mt 26:20–29
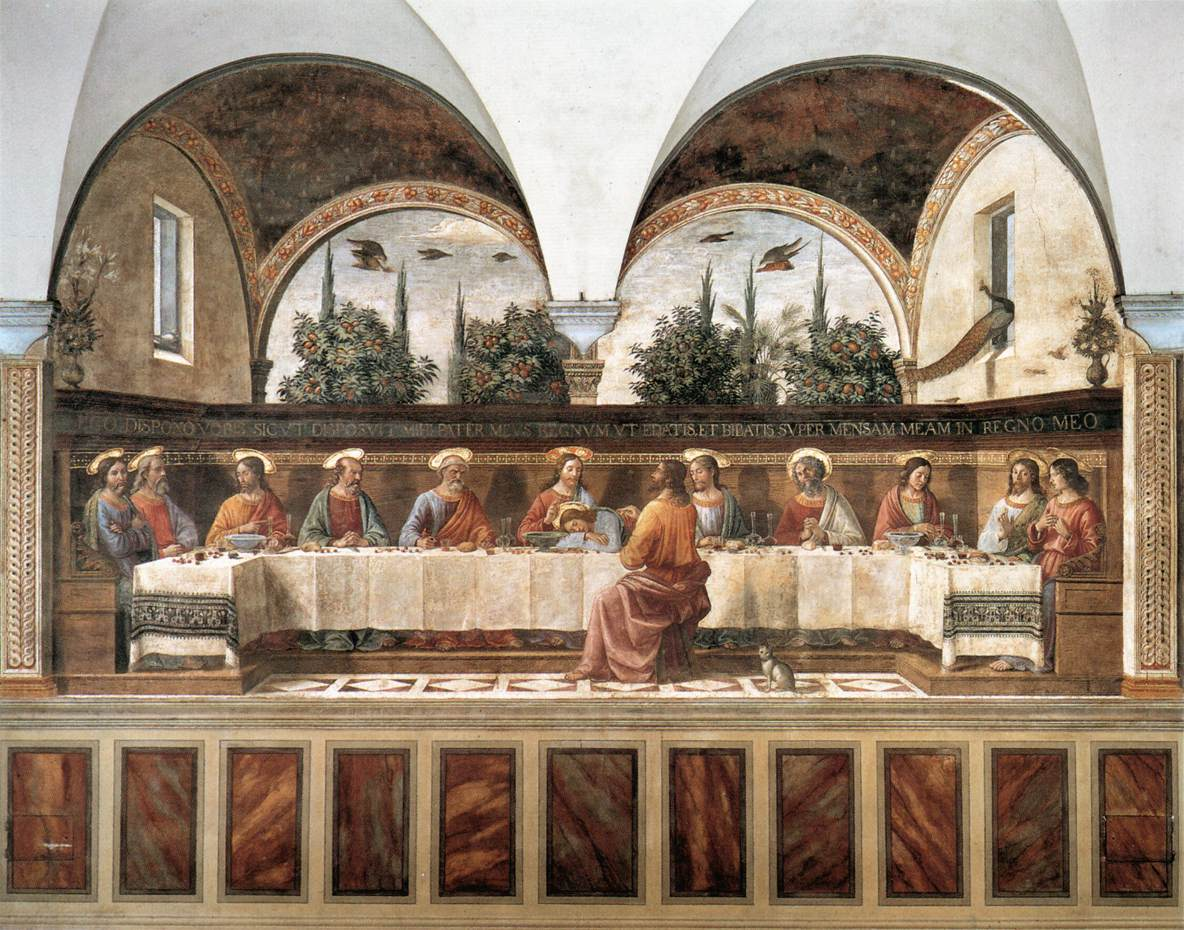
La Cène de Domenico Ghirlandaio, 1480, Judas est séparé du reste des apôtres
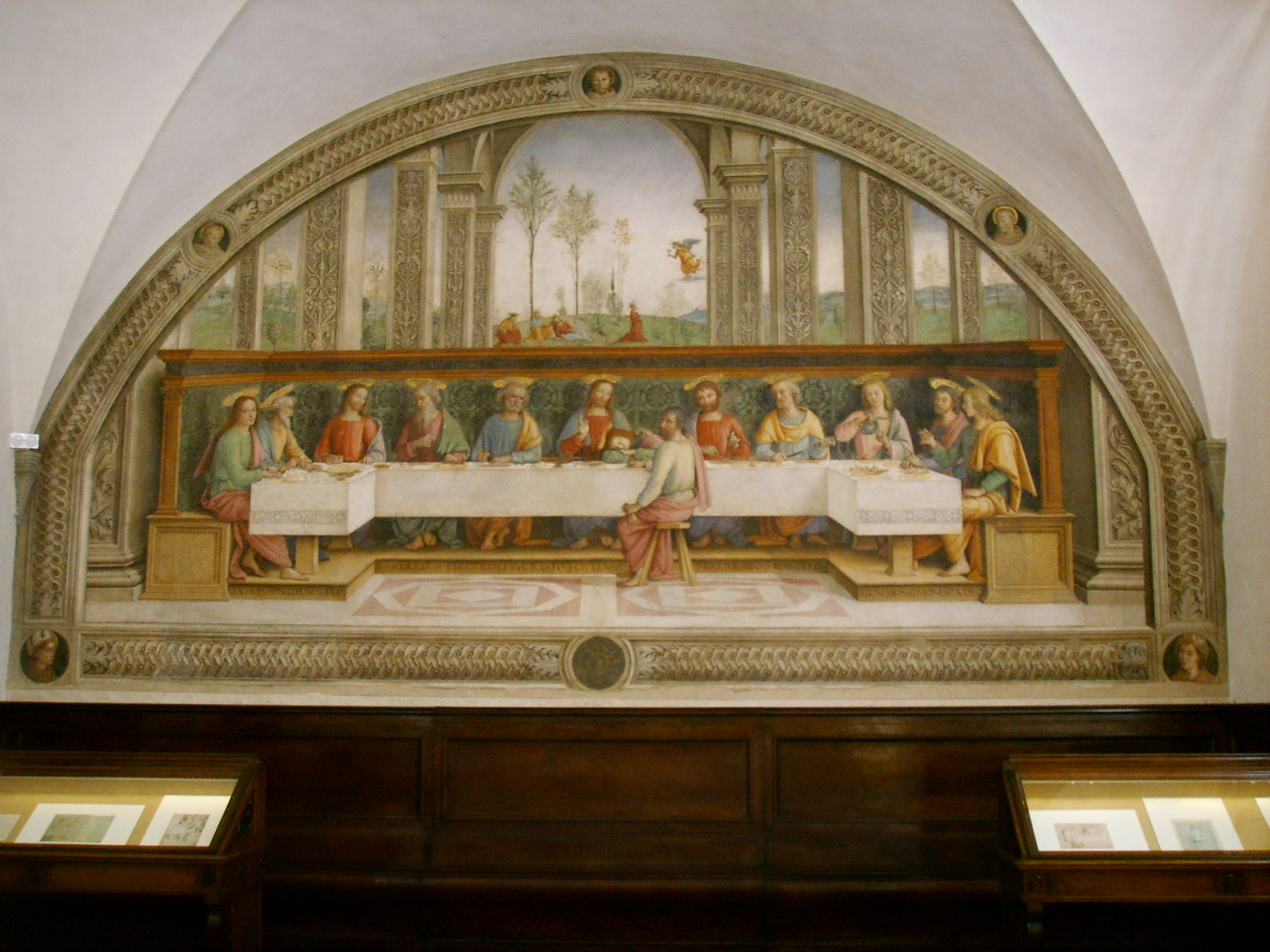
La Cène de Pietro Perugino, Judas est séparé du reste des apôtres, 1493–1496
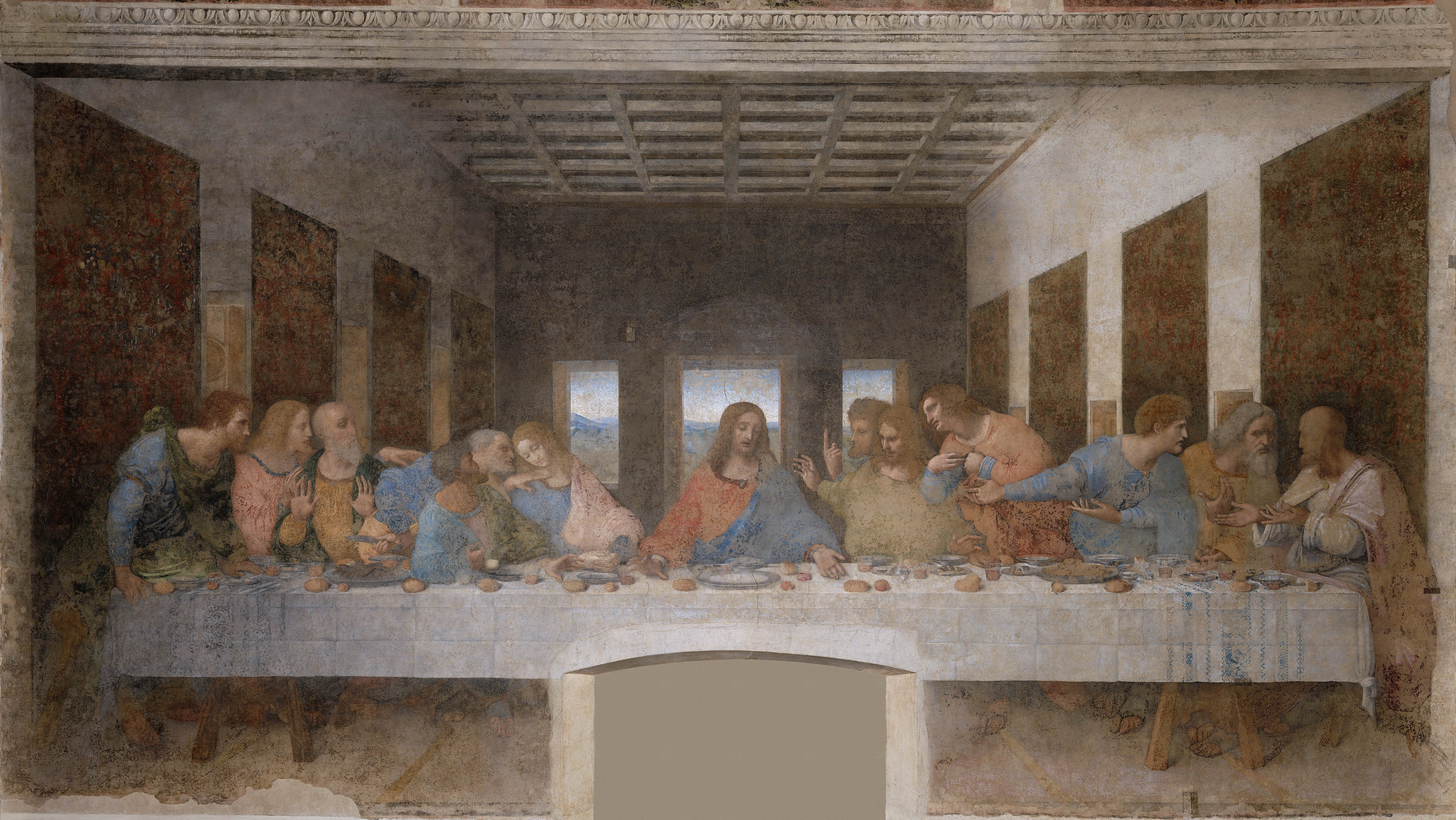
La Cène, Leonardo da Vinci, 1498
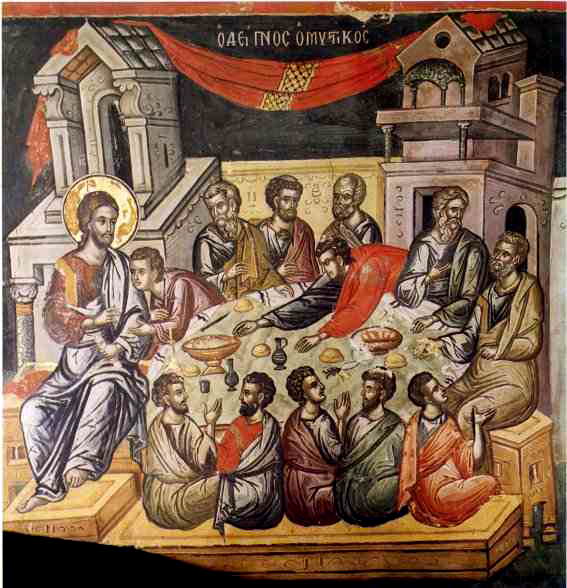
Judas prenant la nourriture ; Théophane le Crétois, XVIe siècle
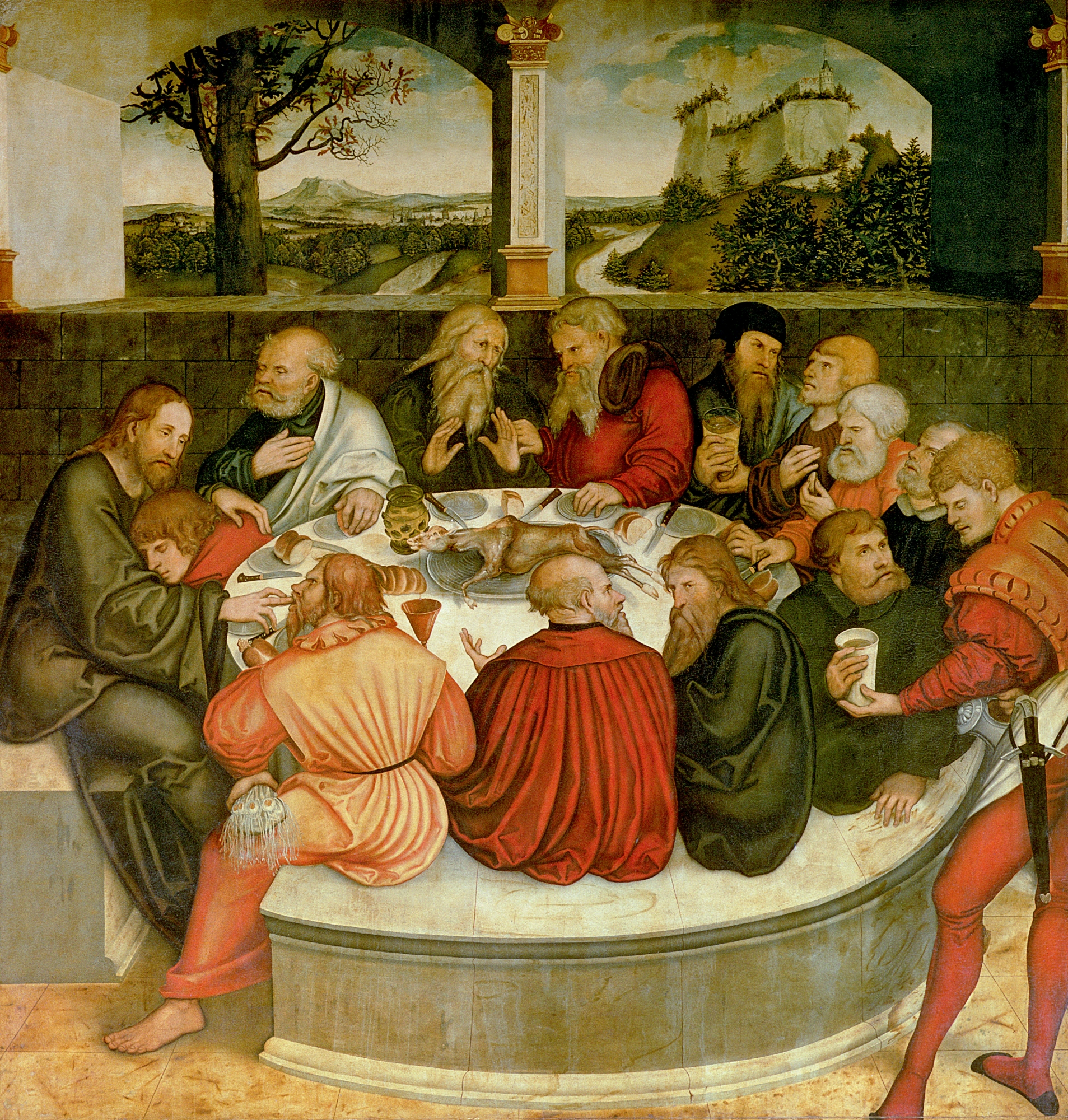
Version protestante de Lucas Cranach l'Ancien, 1547, panneau central du retable de l'église Sainte Marie, Wittenberg, Allemagne. XVIe siècle
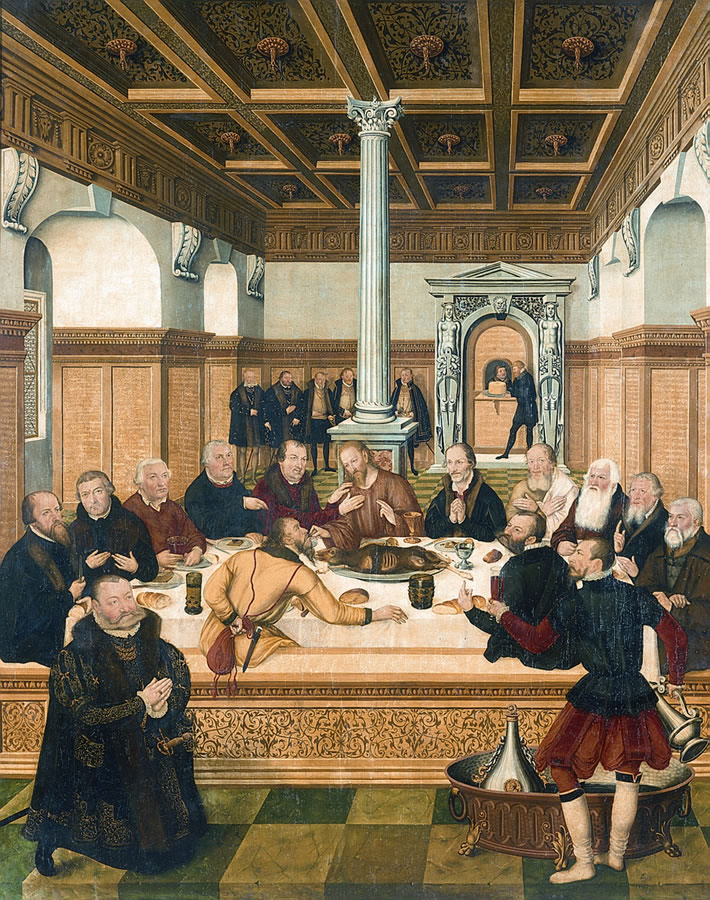
Version protestante de Lucas Cranach le Jeune, 1565, avec les principaux réformateurs représentés comme les apôtres, et l'électeur de Saxe agenouillé.
Paul Véronèse, aujourd'hui appelé La Fête dans la maison de Levi, 1573
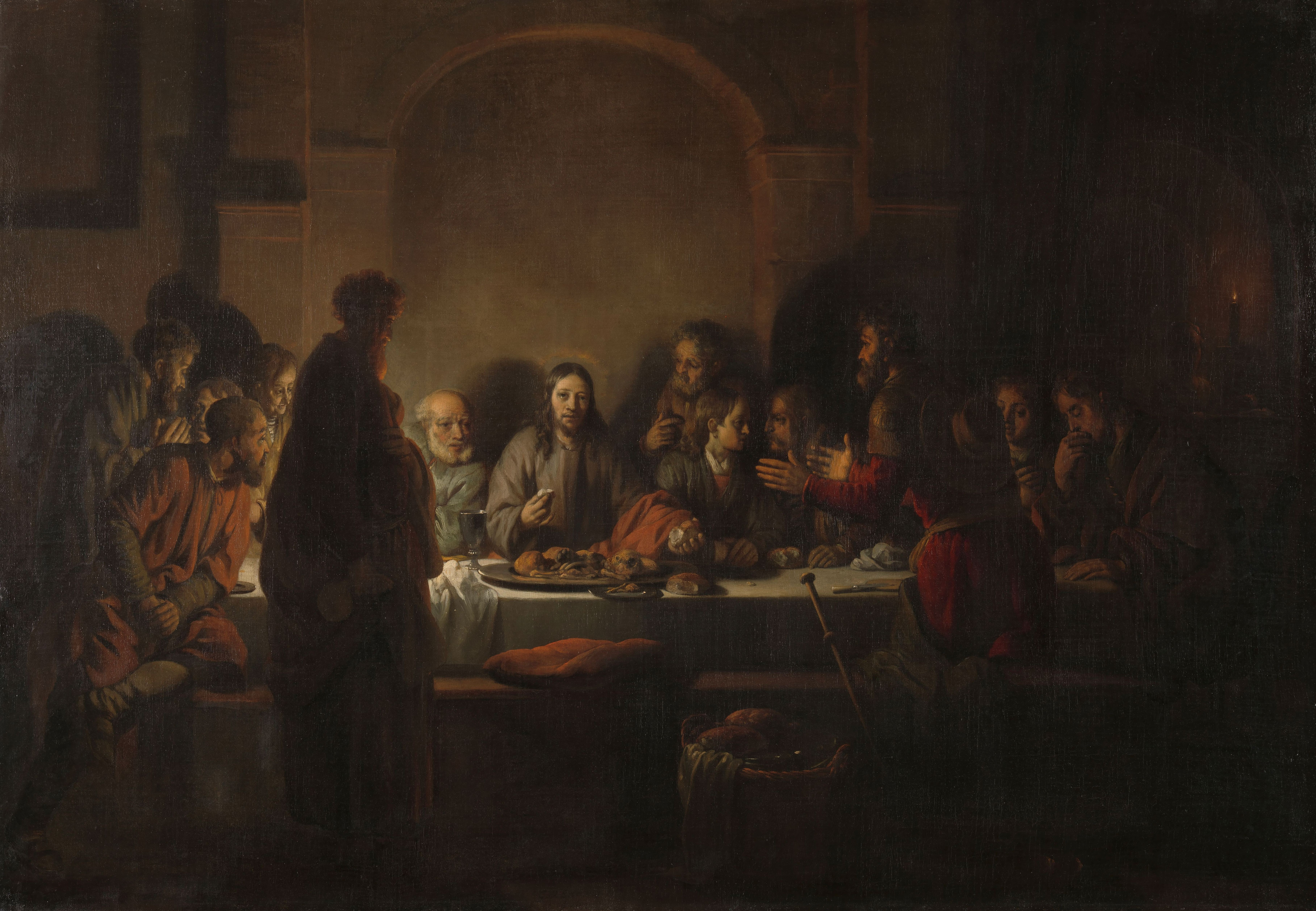
Gerbrand van den Eeckhout, La Cène, 1664, Rijksmuseum Amsterdam.